# Merionoeda falsidica
Merionoeda falsidica là một loài bọ cánh cứng trong họ Cerambycidae.